# Zebrospora bicolor
Zebrospora bicolor är en svampart som beskrevs av McKenzie 1991. Zebrospora bicolor ingår i släktet Zebrospora, divisionen sporsäcksvampar och riket svampar.   Inga underarter finns listade i Catalogue of Life.